# Halectinosoma kunzi
Halectinosoma kunzi är en kräftdjursart som beskrevs av Lang 1965. Halectinosoma kunzi ingår i släktet Halectinosoma och familjen Ectinosomatidae. Inga underarter finns listade i Catalogue of Life.